# 源氏名
在日本，源氏名是仿效源氏物語，為女性所取的名字（或女性自取名）。起初是中世紀至近代服侍公家的女官名稱，後來亦推用於武家的奥女中等女性。已確認的最早使用「源氏名」的紀錄是《實隆公記》所記載，在三條西實隆底下服侍，永正2年（1505年）11月6日過世，名為「梅枝」的卑女。認定是否為源氏名的條件如下：
- 最狹義為僅限於五十四帖的卷名。
- 狹義上包含源氏物語的登場人物。
- 廣義上包括無直接關係，但能聯想至源氏物語的風雅名稱。

遊女（娼妓）古來自平安時代起就有使用異於本名的風雅名字的習慣，由於江戶時代在遊郭的遊女使用了源氏名（此時和源氏物語無關的「源氏名」開始變多），在日本色情作品等工作的女性所使用的化名也因此稱為源氏名（即妓名），久而成習。